# Онжас
Онжа́с (каз. Онжас) — село у складі Кербулацького району Жетисуської області Казахстану. Входить до складу Шубарського сільського округу.
Населення — 288 осіб(2021; 404 у 2009, 413 у 1999, 408 у 1989).